# Otto Maillard
Otto Maillard (geboren 1. Mai 1857 in Potsdam; gestorben nach 1921) war ein deutscher Gärtner, Königlich Preußischer Hofgärtner, Gartenkünstler und Zeichenlehrer.

## Leben
Otto Maillard durchlief von 1875 bis 1877 eine Lehre in den Anlagen von Schloss Charlottenhof. Von 1877 bis 1879 besuchte er die Königliche Gärtnerlehranstalt am Wildpark bei Potsdam. 1879 bis 1884 war er in verschiedenen Stellungen in England, Schottland, Österreich und Deutschland tätig. Ab dem 1. Oktober 1884 unterrichtete er als Lehrer an der Königlichen Gärtnerlehranstalt anfangs Zeichnen und Malen von Blumen und Feldfrüchten sowie das Feldmessen und Nivellieren, ab 1. März 1886 die Fächer Plan- und Landschaftszeichnen, Perspektive sowie Projektions- und Schattenzeichnen.
Im Juni 1888 wurde er Königlicher Obergärtner für die Parkanlagen von Schloss Sanssouci.
1892 wirkte er als solcher auf Schloss Charlottenhof. 1897 übernahm er die Verwaltung der Königlichen Chausseen des Potsdamer Reviers, insbesondere die Anlagen außerhalb des Parks von Sanssouci.
Nachdem er am 1. Februar 1902 zum Hofgärtner ernannt worden war, wurde er nach Hannover versetzt, um dort, anfangs in Vertretung für Gustav Fintelmann, ab 1. Juni des Jahres endgültig die Hofgärtnerstelle im Georgengarten zu übernehmen.
Im August 1902 machte Maillard während einer Führung durch den Georgengarten Besucher der Deutschen Dendrologischen Gesellschaft, der er selbst als Mitglied angehörte, auf alte Baumexemplare wie die Farnblättrige Buche (Fagus sylvatica forma asplenifolia) oder die Eichenblättrige Hainbuche (Carpinus betulus incisa) aufmerksam. Allerdings klagte wenige Jahre später Anna Wendland über den „Rückgang der der reichen Blumenpracht und insbesondere den Rückbau der zuvor mit Lavendel eingefassten Beete“; lediglich vor der Kaffeewirtschaft im Park hätten sich 1908 noch „Erinnerungen an längst verblühte Sommergärten“ erhalten.
Maillard bewohnte in seiner Amtszeit in Hannover das Gebäude Georgengarten 2. Er wurde 1918 für seine Verdienste mit dem Rote Adlerorden vierter Klasse ausgezeichnet.
Im Zuge des am 10. Januar 1921 in Kraft getretenen „Theatervertrages“, nach dem neben dem Georgengarten auch der Welfengarten für zunächst 50 Jahre in den Besitz der Stadt Hannover gelangte, besichtigten Stadtgartendirektor Hermann Kube, Hofgärtner Maillard, die Senatoren Bernhard Engelke und Hermann Müller und andere die Parkanlagen. In der Folge wurde der „Wirtschaftsbetrieb im Welfengarten“ aufgegeben, sollten „die für die Stadtverwaltung nutzlosen Bestände an Farnen, Warmhauspflanzen, Neuholländer etc. in den beiden Gärtnereien eingehen“ beziehungsweise verkauft werden.

## Archivalien
Archivalien von und über Otto Maillard finden sich beispielsweise
- in den Sammlungen der Stiftung Preußische Schlösser und Gärten Berlin-Brandenburg, Blatt Die römischen Bäder von Westen. Um 1895, Albuminpapier 10,2 × 18 cm, beschriftet „Charlottenhof Onkel Maillard“[8]